# Ambricourt
Ambricourt település Franciaországban, Pas-de-Calais megyében. Lakosainak száma 119 fő (2022. január 1.). Ambricourt Verchin, Maisoncelle, Tilly-Capelle, Tramecourt és Crépy községekkel határos.

## Népesség
A település népességének változása:
| Lakosok száma | 132  | 116  | 117  | 112  | 115  | 117  | 120  | 119  | 119  |
|               | 2013 | 2015 | 2016 | 2017 | 2018 | 2019 | 2020 | 2021 | 2022 |